# Bokkos

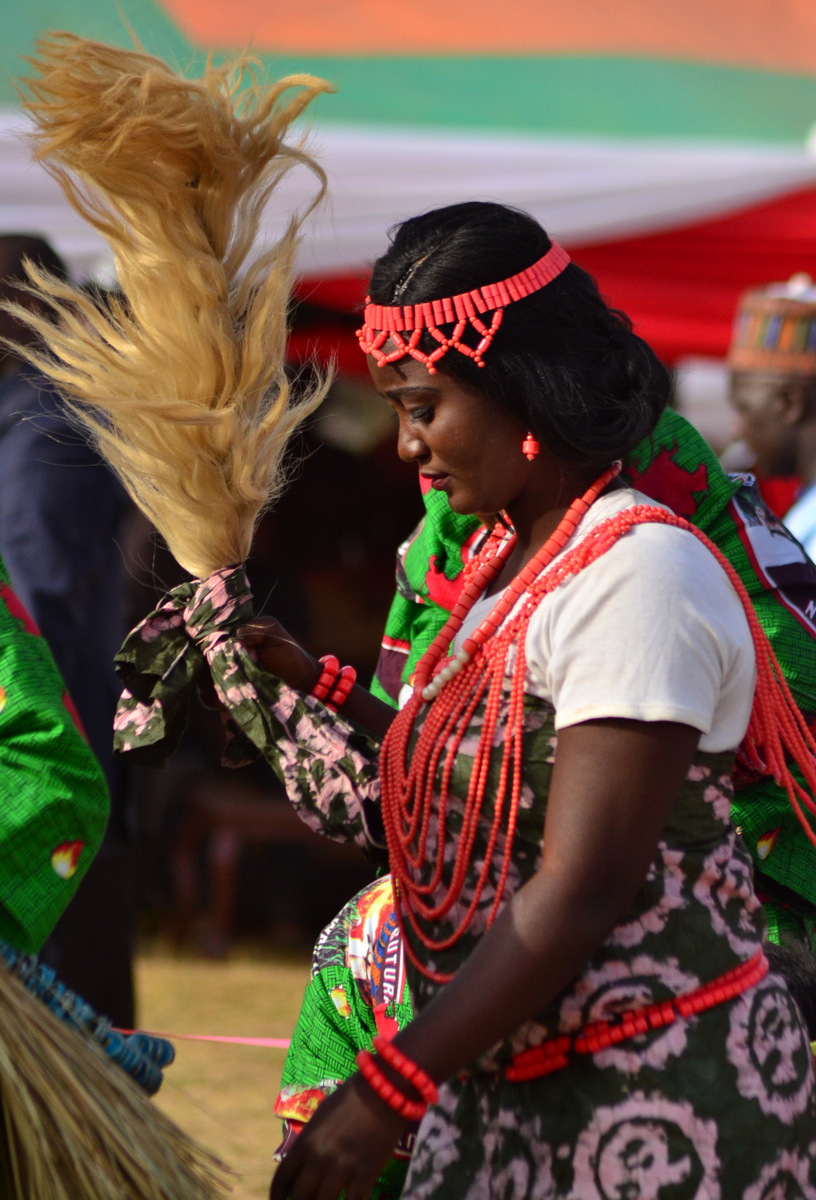
Jeune femme Butura en costume traditionnel lors du festival Nawhai à Bokkos (2019)

Bokkos est une zone de gouvernement local de l'État de Plateau au Nigeria,.
Le souverain suprême de Bokkos porte le titre de Saf Ron-Kulere. Il est le président du conseil traditionnel Bokkos.

## Source
- (en) Cet article est partiellement ou en totalité issu de l’article de Wikipédia en anglais intitulé « Bokkos » (voir la liste des auteurs).